# 上横泾
上横泾是位于中华人民共和国上海市奉贤區境內的一條河流，地處下横泾南约3.2公里。河流西至自奉賢區和金山區的界河俞泾，向东流後途徑胡桥镇、孙桥，越竹港，東至柘林镇的横泾港，全长约11.2公里。1990年代，河流的东段部分淤塞。